# Provinciale weg 796
De provinciale weg 796 (N796) is een provinciale weg in Gelderland tussen de komgrens van Ermelo en de N302. De weg begint bij de kruising tussen de Leuvenumseweg en de Jacob Catslaan/Varenlaan. De weg heet over de gehele lengte Leuvenumseweg. De weg heeft een lengte van drie kilometer.
Vroeger was de weg 400 meter langer en was het beginpunt bij de N303 in Ermelo. Dit gedeelte is door de provincie overgedragen aan de gemeente Ermelo.
De weg is met name van belang voor inwoners van Ermelo en voor de militairen die in de aan de weg gelegen kazerne gelegerd zijn.

## Rotondes
Begin jaren 90 is er aan de rand van de bebouwde kom van Ermelo bij de Jacob Catslaan en Varenlaan een rotonde aangelegd. In 2004 is er een rotonde aangelegd bij de N303. Hierdoor kan het verkeer makkelijker doorstromen.
N23 · N34 · N224 · N225 · N229 · N233 · N271 · N301 · N302 · N303 · N304 · N305 · N306 · N307 · N308 · N309 · N310 · N311 · N312 · N313 · N314 · N315 · N316 · N317 · N318 · N319 · N320 · N322 · N323 · N324 · N325/A325 · N326/A326 · N327 · N329 · N330 · N331 · N332 · N333 · N334 · N335 · N336 · N337 · N338 · N339 · N340 · N341 · N342 · N343 · N344 · N345 · N346 · N347 · N348/A348 · N349 · N350 · N351 · N352 · N375 · N377

N418 · N701 · N702 · N703 · N704 · N705 · N706 · N707 · N708 · N709 · N710 · N711 · N712 · N713 · N714 · N715 · N716 · N717 · N718 · N719 · N720 · N727 · N731 · N732 · N733 · N734 · N735 · N736 · N737 · N738 · N739 · N740 · N741 · N742 · N743 · N744 · N745 · N746 · N747 · N748 · N749 · N750 · N751 · N752 · N753 · N754 · N755 · N756 · N757 · N758 · N759 · N760 · N761 · N762 · N763 · N764 · N765 · N766 · N768 · N781 · N782 · N783 · N784 · N785 · N786 · N787 · N788 · N789 · N790 · N791 · N792 · N793 · N794 · N795 · N796 · N797 · N798 · N800 · N801 · N802 · N803 · N804 · N805 · N806 · N810 · N811 · N812 · N813 · N814 · N815 · N816 · N817 · N818 · N819 · N820 · N821 · N822 · N823 · N824 · N825 · N826 · N827 · N830 · N831 · N832 · N833 · N834 · N835 · N836 · N837 · N838 · N839 · N840 · N841 · N842 · N843 · N844 · N845 · N846 · N847 · N848 · N852 · N855

Cursief vermelde wegen zijn voormalige provinciale wegen.